# 超時空英雄傳說2 北方密使
《超時空英雄傳說2 北方密使》是宇峻科技製作的一款SLG單機遊戲，是宇峻科技製作之第三款遊戲，也是宇峻科技超時空英雄傳說系列的第三部作品。

## 玩法
《北方密使》採用雙主角雙主線多重分支多重劇情模式，全遊戲總含192個關卡，在部分關卡會出現隱藏關卡讓玩家挑戰難度。玩家在遊戲中將首次可以從兩位主角中，選擇欲扮演的角色。玩家可以選擇扮演身為男主角的白志超，潛入南方領調查其真正目的，或者選擇身為女主角的娜塔莉亞，站在奚族部落一方體會他們的故事，並且同時在最後將發現一切事情的根源及罪魁禍首，以及超時空英雄傳說系列的一個秘密……

## 故事
《北方密使》時空是架構在《復仇魔神》的事件告一段落後，迦納帝國廢除了帝號，改而實行共和制度，世界再一次恢復了和平。然而迦納國因為之前的事件而逐漸失去了其一直以來對南方領的控制。由於擔心南方領會脫離迦納國的管轄，但又不能引人注目的派遣軍隊，因此在迦納國擔當劍師職務的白志超被委任為對南方領進行偵查的密探之一，與其他的夥伴們展開對南方領的諜報工作。於此同時，與南方領自治政府交惡多時的奚族部落，為了打擊對方的實力，便派遣了以娜塔莉亞為首的小隊，對南方領進行調查。這兩組為了相同目的而行動的人馬，將不時有合作的機會，並逐步揭開南方領自治政府的野心背後的大秘密……

## 评价
《北方密使》是1990年代臺灣的國產電腦遊戲著名代表性系列名作之一，曾外銷泰國、新加坡、馬來西亞、菲律賓等地，榮獲過CEM STAR年度最佳國產戰略遊戲、《電腦玩家》評選年度最佳國產戰爭遊戲、《電腦玩家》評選為歷年來十大最佳國產遊戲之一、《電腦玩家》第一屆遊戲金像獎最佳國產遊戲、《新遊戲時代》最佳國產戰略遊戲，在當年蟬連銷售排行榜長達半年以上。
本作除了延續復仇魔神的遊戲引擎，並且再次改造為當時為之稱道的多重轉職系統，突破以往遊戲轉職樹的羈絆，由平面式的轉職系統躍升成為三度空間式的轉職網路，讓玩家可以盡情培養出無敵的角色，遊戲的耐玩度因而再度進化，使玩家們徹夜不眠，只為了培養出心目中能力超凡的無敵角色，因而讓本作成為了系列中銷售量最高的作品。